# Ilir Meta
Ilir Meta, född 24 mars 1969 i Skrapar, är en albansk politiker. Han har varit talman i parlamentet, landets premiärminister mellan 1999 och 2002,  landets president från 2017 mellan 2022 och han har dessutom suttit som utrikesminister vid två tillfällen.  
Sedan 15 september 2013 är Meta Albaniens parlaments talman. Han var tidigare partiordförande i Albaniens socialistparti men bildade i september 2004 partiet Socialistiska rörelsen för integration (Lëvizja Socialiste për Integrim, LSI). Partiet är för närvarande i regeringsställning genom alliansen för ett europeiskt Albanien tillsammans med Partia Socialiste. Man hade fem ministrar i regeringen Rama. Tidigare hade partiet haft ministerposter i Sali Berishas högerregering.
I april 2017 vann han presidentvalet i Albanien 2017 och tillträdde som president 24 juli 2017. När han tillträdde som president tog Petrit Vasili över rollen som partiledare för LSI.